# Заповедник
„Заповедник“ е сатирично-политическо анимационно предаване на руски език, произвеждано ежеседмично от „Дойче Веле“. Към март 2024 г. има повече от 300 епизода.

## История
На 20 септември 2017 г. е открит каналът на „Заповедник“ в YouTube. Първият епизод на шоуто е пуснат на 5 ноември 2017 г. Разработката се извършва от латвийската продуцентска компания Kollektiv.

## Анонимност
Тъй като „Заповедник“ остро осмива лидерите на руската (и не само) политика, много от създателите на изданията предпочитат да останат анонимни.

## Награди
- Злато на Международния медиен фестивал в Хамбург (2019)